# Trollhaj
Trollhaj (Mitsukurina owstoni, även näshaj), en djuphavslevande haj. Arten är ensam i släktet Mitsukurina samt i familjen Mitsukurinidae.
Trollhajen upptäcktes av japanska fiskare utanför Japans kust 1897. Forskaren David Starr Jordan var den första att beskriva den vetenskapligt.

## Utbredning
Trollhajar lever i kontinentalsockelns branter från 100 meter ner till över 1300 meters djup.
Få individer har påträffats, men forskarna menar att detta främst beror på det undangömda levnadssättet och arten betraktas inte som särskilt sällsynt.
Utbredningsområdet förefaller vara vidsträckt; den har fångats i de flesta hav med nordgränsen vid mellersta Frankrike och sydgränsen vid Nya Zeeland. Övriga platser den hittats på är utanför sydvästra och sydöstra USA:s, norra Sydamerikas, västra Sydeuropas, Moçambiques, södra Sydafrikas, Japans och södra Australiens kuster.

## Utseende
Trollhajen har ett karakteristiskt utseende med en utskjutbar mun, och över och framför denna en lång, spetsig nos. På nosens undersida finns elektriska organ som hjälper den att hitta föda i mörkret. Den har en skär kropp, unikt för hajar, och blir från 1 till nästan 4 meter lång. Längsta konstaterade längd är 384 cm (för en hane som vägde 210 kg) och 372 cm för en hona.

## Ekologi
Hannar blir könsmogna vid en längd av 260 till 350 cm. Honor lägger inga ägg utan föder levande ungar. De första ungar som utvecklas i livmodern äter troligtvis andra ägg och embryon. Därför antas att kullen är liten. Ungarna är vid födelsen 80 till 90 cm långa.

## Hot
Några exemplar hamnar som bifångst i fiskenät. Hela populationen antas vara stor. IUCN listar arten som livskraftig (LC).